# Assolombarda
Assolombarda è l'associazione degli industriali della città metropolitana di Milano e delle province di Lodi, Monza e Brianza e Pavia. Per dimensioni e rappresentatività è l'associazione più importante di tutto il sistema Confindustria.

## Storia
I prodromi dell'associazione si ravvisano nel 1890, quando nascono in Lombardia i primi organismi associativi di imprenditori e industriali operanti nella stessa zona. La prima a nascere è la Federazione degli Industriali di Monza, cui seguirà nel 1898 il Consorzio fra industriali meccanici e metallurgici di Milano. È del 1903 l'Associazione Commercianti Esercenti e Industriali di Milano e del 1908 la Lega Industriale, mentre nel 1910 nasce la Federazione Commerciale Industriale.
Nel gennaio del 1919 viene fondata la Federazione Industriale Lombarda, che raggruppa la maggior parte delle associazioni presenti sul territorio della sola provincia di Milano. L'assetto della Federazione cambia nel 1934, a seguito della legge che istituisce le corporazioni: la federazione di Milano diventa quindi una delle 82 unioni provinciali.
L'Associazione Industriale Lombarda, in seguito Assolombarda, viene costituita il 25 giugno 1945 sotto la guida del commissario straordinario Giovanni Falck, con l'obiettivo di far riprendere l'economia territoriale nel difficile periodo postbellico. L'associazione si insedia a Milano nel Palazzo Casati Stampa, in via Torino: nonostante l'attribuzione “lombarda” (legata al ruolo chiave giocato dalle Acciaierie Falck, che erano appunto note come "acciaierie lombarde") le fanno capo le sole aziende del territorio della provincia di Milano.
Decennio dopo decennio l'associazione è giunta a esprimere e tutelare gli interessi di oltre 6.000 imprese di ogni dimensione: piccole, medie e grandi, nazionali e internazionali, produttrici di beni e servizi in tutti i settori merceologici. Vanta circa 320.000 addetti a livello locale e altre centinaia di migliaia nel resto d'Italia. L'associazione tutela gli interessi delle imprese associate nel rapporto con gli interlocutori esterni attivi in ambiti come le istituzioni, la formazione, l'ambiente, il territorio, la cultura, l'economia, il lavoro, la società civile. Inoltre offre servizi di consulenza specialistica in tutti i settori di interesse aziendale.
Il 29 settembre 2015 Gianfelice Rocca, allora presidente di Assolombarda, e Andrea Dell'Orto, presidente di Confindustria Monza e Brianza hanno sottoscritto l'atto di fusione per incorporazione tra le due associazioni, dando vita ad Assolombarda Confindustria Milano Monza e Brianza Lodi. Nel 2020, sotto la presidenza di Carlo Bonomi, è avvenuta altresì la fusione con l'associazione territoriale di Pavia.
La sede principale è situata al numero civico 9 di via Pantano a Milano, a 200 metri da Piazza del Duomo. Il presidio territoriale di Monza e Brianza ha sede in via Petrarca 10 a Monza, quello di Lodi è situato in via Haussmann 11/I e infine quello di Pavia è in via Bernardino da Feltre 6.

## Presidenti di Assolombarda
- 1946: Giovanni Falck
- 1946 - 1955: Alighiero De Micheli
- 1955 - 1961: Furio Cicogna
- 1961 - 1971: Emanuele Dubini
- 1971 - 1977: Giuseppe Pellicanò
- 1977 - 1980: Alberto Redaelli
- 1980 - 1985: Antonio Coppi
- 1985 - 1991: Ottorino Beltrami
- 1991 - 1997: Ennio Presutti
- 1997 - 2001: Benito Benedini
- 2001 - 2005: Michele Perini
- 2005 - 2009: Diana Bracco
- 2009 - 2013: Alberto Meomartini
- 2013 - 2017: Gianfelice Rocca
- 2017 - 2020: Carlo Bonomi [5]
- 2020 - : Alessandro Spada